# La Güilota
La Güilota är en ort i Mexiko.   Den ligger i kommunen Apaseo el Alto och delstaten Guanajuato, i den centrala delen av landet, 180 km nordväst om huvudstaden Mexico City. La Güilota ligger 2 040 meter över havet och antalet invånare är 152.
Terrängen runt La Güilota är platt åt nordost, men åt sydväst är den kuperad. Runt La Güilota är det ganska tätbefolkat, med 54 invånare per kvadratkilometer. Närmaste större samhälle är Apaseo el Alto, 15,2 km nordväst om La Güilota. I omgivningarna runt La Güilota växer huvudsakligen savannskog.